# Carlos Arturo Imendia
Carlos Arturo Imendia Sigüenza (Sonsonate, 5 de mayo de 1864-Ahuachapán, 30 de noviembre de 1904) fue un poeta y periodista salvadoreño.

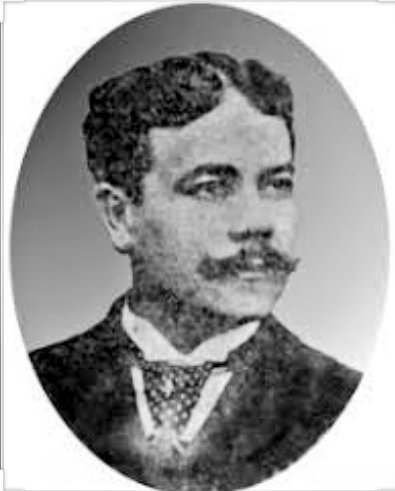
Profesor Carlos Arturo Imendia Sigüenza Una de las grandes joyas del magisterio del país. Profesor de francés en el prestigioso colegio Guadalupe en Sonsonate. Y fundador del colegio San Agustín. Poeta, escritor y amigo de Rubén Darío.

De muy joven fue nombrado como catedrático honorario de idioma francés en el colegio de Guadalupe de Sonsonate en 1879, mientras aun era estudiante en la misma institución. Allí se graduó de en bachiller en Ciencia y Letras. En los años posteriores ejerció cargos administrativos en el ramo de educación y llegó a ser diputado suplente por su departamento (1895). Asimismo fundó entidades educativas como el colegio San Agustín en su ciudad natal. Contrajo matrimonio en 1891 con Rosa Boquín y Guzmán
Se desempeñó como redactor en varios periódicos, entre ellos La asociación (1889) y La nueva enseñanza (1889). También fue agente de ventas de la revista infantil La Edad de Oro del cubano José Martí. Por otro lado, integró diversas asociaciones científico–culturales, entre ellas la Academia de Ciencias y Bellas Artes (1888) de El Salvador, el Ateneo de Lima de Perú, Société pour l’ Instruction Elementaire de París, Sociedad Geográfica de Madrid, etc. En el ámbito poético fue amigo de Rubén Darío, en la primera estadía de este en San Salvador (1882-1883). 
Parte de la obra de Imendia fue publicada en diversos medios escritos nacionales e internacionales. Entre los diversos medios salvadoreños se incluyen: La juventud salvadoreña, Diario del Salvador, Repertorio Salvadoreño, La Nueva Era, etc. Incluso sus trabajos se tradujeron al idioma inglés, sueco y francés. Fue el autor del himno A la bandera salvadoreña. Ganó el segundo lugar por su cuento El faro del señor Lucas, convocado por el Diario del Salvador. En general sus trabajos se encuentran dispersos en periódicos y revistas.
Murió en el centro de la ciudad de Ahuachapán, víctima de afecciones cardíacas y palúdicas. Según el poeta David Escobar Galindo, Imendia es «un neo romántico de suave tonalidad».

## Obra
- Lugareñas, poesía, San Salvador, 1894.
- Estelas, verso y prosa, San Salvador, 1900.